# Krüpteia
A krüpteia spártai intézmény az állandósuló helóta felkelések leverésére (a legnagyobb i. e. 461-ben történt).
A krüpteia másik nagy feladata a spártai ifjúság edzése volt. Ez az edzés már egészen ifjúkorban elkezdődött, sportos fizikum és a fegyelem kialakítása miatt.
Az ephoroszoknak hivatalba lépésük időpontjától kötelességük volt felvenni a harcot a helótákkal, ezért spártai fiúkat küldtek szét az országban, akik éjszakánként titkos rajtaütésekkel terrorizálták vagy megölték a gyanús helótákat.